# Syzygium kinabaluense
Syzygium kinabaluense är en myrtenväxtart som först beskrevs av Otto Stapf, och fick sitt nu gällande namn av Elmer Drew Merrill och Lily May Perry. Syzygium kinabaluense ingår i släktet Syzygium och familjen myrtenväxter. Inga underarter finns listade i Catalogue of Life.